# RBC Verviers-Pepinster
El VOO Wolves Verviers-Pepinster es un club de baloncesto profesional de la ciudad de Verviers, que milita en la Scooore League, máxima categoría del baloncesto belga. Disputa sus partidos en la Halle du Paire, con capacidad para 4000 espectadores.

## Nombres
- 1991–1992: Go-Pass
- 1994–1995: Ia SNCB
- 1995–1996: Go-Pass
- 2007–2013: VOO
- 2013–presente: VOO Wolves

## Posiciones en Liga
| - 1994 - (6) - 1996 - (4) - 1997 - (6) - 1998 - (6) - 1999 - (12) - 2000 - (11) - 2001 - (8) - 2002 - (7) - 2003 - (4) - 2004 - (2-Aunque por razones disciplinarias quedó 10) - 2005 - (8) | - 2006 - (7) - 2007 - (7) - 2008 - (7) - 2009 - (9) - 2010 - (7) - 2011 - (7) - 2012 - (9) - 2013 - (8) - 2014 - (9) - 2015 - (8) |

## Palmarés
- Copa de Bélgica
  - Campeón: 1

1980
- - Subcampeón: 2

1984, 1993
- Supercopa de Bélgica
  - Campeón: 1

2003

## Jugadores destacados
| - Christophe Begin - Maxime De Zeeuw - Axel Hervelle - Ioann Iarochevitch - Amaury Jadin - Alexandre Libert - Sebastien Maio - Niels Marnegrave - Sacha Massot - Guy Muya - Kris Sergeant - Nicolai Iversen - Tornike Shengelia - Akinlolu Akingbala - Mouhamed Sene |  | - Nemanja Aleksandrov - Nikola Janković - Antoine Agudio - Adrian Banks - Travis Betran - Stanley Burrell - Marcus Dove - Rashaun Freeman - Brian Greene - Darius Hall - Darius Hargrove - Anthony Hilliard - Stefon Jackson - Jason Love - LaMont McIntosh |  | - Bingo Merriex - Arizona Reid - T.J.Thompson - Dominic Waters - Darnell Wilson - Jamar Wilson - / Veselin Petrovic - / Wen Boss Mukubu - / Ralph Biggs - / Marcus Campbell - / Marcus Faison - / Greg Brunner - / Derrick Obasohan |